# Taila Santos
Taila Jaime dos Santos (Jaraguá do Sul, Brasil, 22 de junio de 1993) es una artista marcial mixta brasileña que compite en la división de peso mosca de Ultimate Fighting Championship. Desde el 13 de junio de 2022 es la número 2 en la clasificación de peso mosca femenino de la UFC y es la número 14 en la clasificación de libra por libra femenina de la UFC.

## Primeros años
Su padre es entrenador de Muay Thai, pero ella sólo empezó a entrenar a los 16 años. Antes, durante la infancia, le gustaba jugar al fútbol con los chicos en la calle, en Jaraguá do Sul, donde vivía. En cuanto empezó a entrenar Muay Thai, su padre la inscribió en un campeonato en el Chute Boxe de Curitiba. Taila fue y ganó el combate. Pronto, Taila empezó a entrenar Jiu-Jitsu y su padre organizó un combate de MMA para que Taila pudiera debutar en este deporte. Fue y volvió a ganar. Después de eso, su padre se puso en contacto con Marcelo Brigadeiro para organizar el viaje de Taila a Astra Fight, en Balneário Camboriú, donde ella vive hoy.

## Carrera en las artes marciales mixtas

### Inicios
Llegó a la distancia en su debut profesional en 2013, pero después solo ha visto la marca de tres minutos del primer asalto cuatro veces en sus siguientes 13 salidas. Seis de sus paradas se produjeron en menos de 90 segundos, y tres de ellas se registraron en menos de un minuto. En 2016, su única aparición fue contra Laisa Coimbra por el campeonato de peso gallo de Aspera FC. Ganó el título con un nocaut a los 87 segundos, mediante un puñetazo al cuerpo. Se preparó para pelear con la también brasileña Mariana Morais, pero ésta se retiró del combate de Aspera FC 32. Luego, tuvo que retirarse de su debut en Invicta FC contra Irene Aldana por problemas de visa.
Tras dos años de inactividad, fue invitada al Dana White's Contender Series Brazil 2, donde se enfrentó en el peso mosca a Estefani Almeida. Ganó el combate por decisión unánime y consiguió un contrato con la UFC.

### Ultimate Fighting Championship
Debutó en la UFC contra Mara Romero Borella el 2 de febrero de 2019 en UFC Fight Night: Assunção vs. Moraes 2. Perdió el combate por decisión dividida.
Se enfrentó a Molly McCann el 16 de julio de 2020 en UFC on ESPN: Kattar vs. Ige. Ganó el combate por decisión unánime.
Se esperaba que se enfrentara a Maryna Moroz el 5 de diciembre de 2020 en UFC on ESPN: Hermansson vs. Vettori. Sin embargo, el 18 de noviembre se anunció que Moroz tuvo que retirarse y fue sustituida por Montana De La Rosa. Apenas unas horas antes del evento, la UFC decidió eliminar el combate después de que uno de los esquineros de De La Rosa diera positivo por COVID-19. Fue entonces reprogramada para enfrentarse a Gillian Robertson dos semanas después en UFC Fight Night: Thompson vs. Neal. Ganó el combate por decisión unánime.
Se esperaba que se enfrentara a Roxanne Modafferi el 8 de mayo de 2021 en UFC on ESPN: Rodriguez vs. Waterson. Sin embargo, Modafferi se vio obligada a retirarse del evento alegando una rotura de menisco.
Se esperaba que se enfrentara a Mandy Böhm el 4 de septiembre de 2021 en UFC Fight Night: Brunson vs. Till. Sin embargo, se retiró del combate por problemas de visa y fue sustituida por Ariane Lipski.
Se enfrentó a Roxanne Modafferi el 25 de septiembre de 2021 en UFC 266. Ganó el combate por decisión unánime.
Se enfrentó a Joanne Wood el 20 de noviembre de 2021 en UFC Fight Night: Vieira vs. Tate. Ganó el combate por sumisión en el primer asalto. Esta victoria le valió el premio a la Actuación de la Noche.
Se enfrentó a Valentina Shevchenko por el Campeonato Femenino de Peso Mosca de la UFC el 11 de junio de 2022 en UFC 275. Perdió el combate por decisión dividida.

## Campeonatos y logros

### Artes marciales mixtas
- Ultimate Fighting Championship
  - Actuación de la Noche (una vez) vs. Joanne Wood[23]
- Aspera Fighting Championship
  - Campeonato de Peso Gallo de Aspera FC (una vez)[5]

## Récord en artes marciales mixtas
| Resultado | Récord | Oponente                  | Método                                 | Evento                                                          | Fecha                    | Ronda | Tiempo | Localización       | Notas                                                  |
| --------- | ------ | ------------------------- | -------------------------------------- | --------------------------------------------------------------- | ------------------------ | ----- | ------ | ------------------ | ------------------------------------------------------ |
| Victoria  | 20-3   | Ilara Joanne              | Sumisión (estrangulamiento por detrás) | 2024 PFL Regular temporada: Heavyweights and Women's Flyweights | 4 de abril de 2024       | 1     | 3:57   | San Antonio, Texas |                                                        |
| Derrota   | 19-3   | Erin blanchfield          | Decisión (unánime)                     | UFC Fight Night: Holloway vs. The korean zombie                 | 26 de agosto de 2023     | 3     | 5:00   | Kallang            |                                                        |
| Derrota   | 19-2   | Valentina Shevchenko      | Decisión (dividida)                    | UFC 275                                                         | 11 de junio de 2022      | 5     | 5:00   | Kallang            | Por el Campeonato Femenino de Peso Mosca de la UFC.    |
| Victoria  | 19-1   | Joanne Wood               | Sumisión (estrangulamiento por detrás) | UFC Fight Night: Vieira vs. Tate                                | 20 de noviembre de 2021  | 1     | 4:49   | Las Vegas, Nevada  | Actuación de la Noche.                                 |
| Victoria  | 18-1   | Roxanne Modafferi         | Decisión (unánime)                     | UFC 266                                                         | 25 de septiembre de 2021 | 3     | 5:00   | Las Vegas, Nevada  |                                                        |
| Victoria  | 17-1   | Gillian Robertson         | Decisión (unánime)                     | UFC Fight Night: Thompson vs. Neal                              | 19 de diciembre de 2020  | 3     | 5:00   | Las Vegas, Nevada  |                                                        |
| Victoria  | 16-1   | Molly McCann              | Decisión (unánime)                     | UFC on ESPN: Kattar vs. Ige                                     | 16 de julio de 2020      | 3     | 5:00   | Abu Dhabi          |                                                        |
| Derrota   | 15-1   | Mara Romero Borella       | Decisión (dividida)                    | UFC Fight Night: Assunção vs. Moraes 2                          | 2 de febrero de 2019     | 3     | 5:00   | Fortaleza          |                                                        |
| Victoria  | 15-0   | Estefani Almeida          | Decisión (unánime)                     | Dana White's Contender Series Brazil 2                          | 11 de agosto de 2018     | 3     | 5:00   | Las Vegas, Nevada  | Regreso al peso mosca.                                 |
| Victoria  | 14-0   | Laisa Coimbra             | KO (puñetazo al cuerpo)                | Aspera FC 43                                                    | 13 de agosto de 2016     | 1     | 1:27   | Paranaguá          | Ganó el vacante Campeonato de Peso Gallo de Aspera FC. |
| Victoria  | 13-0   | Bruna Rosso               | KO (codazo)                            | K.O. Combate 2                                                  | 21 de noviembre de 2015  | 2     | 3:06   | Caçador            |                                                        |
| Victoria  | 12-0   | Gisele Moreira            | Decisión (unánime)                     | Aspera FC 23                                                    | 16 de agosto de 2015     | 3     | 5:00   | Joinville          |                                                        |
| Victoria  | 11-0   | Gisele Pereira            | TKO (patada al cuerpo)                 | Aspera FC 20                                                    | 6 de junio de 2015       | 1     | 1:06   | Navegantes         |                                                        |
| Victoria  | 10-0   | Wellen Taynara Sobrinho   | TKO (parada médica)                    | Aspera FC 19                                                    | 23 de mayo de 2015       | 1     | 5:00   | Lages              | Combate de peso pluma.                                 |
| Victoria  | 9-0    | Ana Paula da Silva        | TKO (puñetazos)                        | Noxii Combat 1                                                  | 17 de mayo de 2015       | 1     | 2:12   | Joinville          |                                                        |
| Victoria  | 8-0    | Juliana Martins           | Sumisión (llave de candado)            | Aspera FC 17                                                    | 4 de abril de 2015       | 1     | 0:48   | Curitibanos        |                                                        |
| Victoria  | 7-0    | Daniela Cristina Patricia | TKO (codazos)                          | Aspera FC 16                                                    | 29 de marzo de 2015      | 1     | 0:26   | Joinville          |                                                        |
| Victoria  | 6-0    | Gabriela Bueno            | Sumisión                               | MMA Total Combat 2                                              | 21 de marzo de 2015      | 1     | 1:17   | São Bento do Sul   |                                                        |
| Victoria  | 5-0    | Marta Souza               | KO (puñetazo)                          | Aspera FC 15                                                    | 1 de febrero de 2015     | 1     | 2:36   | Itapema            |                                                        |
| Victoria  | 4-0    | Rachael Cummins           | TKO (puñetazos)                        | XFC International 6                                             | 27 de septiembre de 2014 | 1     | 4:28   | São Paulo          | Regreso al peso gallo.                                 |
| Victoria  | 3-0    | Geisyele Nascimento       | KO (patada en la cabeza)               | University of Champions 1                                       | 5 de julio de 2014       | 1     | 0:30   | Curitiba           | Debut en el peso pluma.                                |
| Victoria  | 2-0    | Kessiny Mara              | TKO (puñetazos)                        | Aspera FC 4                                                     | 1 de marzo de 2014       | 1     | 2:20   | Itapema            |                                                        |
| Victoria  | 1-0    | Josiane Nunes de Lima     | Decisión (unánime)                     | Striker's House Cup 31                                          | 23 de noviembre de 2013  | 3     | 5:00   | Curitiba           | Debut en el peso gallo.                                |